# Münchner Motettenchor
Der Münchner Motettenchor e. V. ist ein Konzertchor in München mit rund 90 Sängerinnen und Sängern. Der Chor wurde im Jahre 1960 von Hans Rudolf Zöbeley gegründet und bis 1997 von ihm geleitet. Zwischen 1998 und 2013 war Hayko Siemens künstlerischer Leiter; seit November 2013 ist dies Benedikt Haag.
Im Repertoire des Chores stehen seltener aufgeführte Komponisten, insbesondere aus neuerer Zeit (Britten, Honegger, Janáček, Kodály, Poulenc, Martin) gleichbedeutend neben den „Großen“ der Vergangenheit wie Monteverdi, Schütz, Bach, Mozart, Mendelssohn Bartholdy, Brahms oder Verdi. Ein Eckpfeiler im Repertoire ist Carl Orffs „Carmina Burana“, die der Chor über 40 Mal aufgeführt hat – unter anderem auf Konzertreisen nach Nord- und Südamerika sowie nach Asien. Zu seinen Lebzeiten war Orff dem Chor persönlich eng verbunden. Im Juli 1995 sang der Münchner Motettenchor das Werk anlässlich des 100. Geburtstages des Komponisten vor 10.000 Menschen auf dem Münchner Marienplatz. Zum 50-jährigen Chor-Jubiläum komponierte Enjott Schneider ein Pendant zu den „Carmina Burana“. Dieses Werk, „Orbe rotundo“, wurde am 5. Dezember 2010 im Münchner Herkulessaal uraufgeführt.
Ein künstlerischer Höhepunkt in der Geschichte des Münchner Motettenchores war die Uraufführung des monumentalen Oratoriums „Joram“ von Paul Ben-Haim am 8. November 2008, dem Vorabend der 70. Wiederkehr der Reichspogromnacht, in der Münchner Philharmonie. Der in München als Paul Frankenburger geborene Komponist hatte sein Hauptwerk in den Jahren 1932/33, kurz vor seiner Emigration nach Palästina, geschrieben. Auf Einladung des Israel Philharmonic Orchestra brachte der Chor im April 2012 den „Joram“ im Smolarz-Auditorium der Universität Tel Aviv erstmals in der ungekürzten Originalfassung zur Aufführung.
Neben seiner Konzerttätigkeit ist der Münchner Motettenchor an der evangelischen Bischofskirche St. Matthäuskirche München aktiv. Dort tritt er bei der liturgisch gestalteten Reihe „Münchner Motette in Matthäus“, wo Themen aus dem Publikum auf verschiedene Perspektiven aus Musik, Liturgie & Gesellschaft treffen, sowie bei Gottesdiensten, insbesondere an den hohen Feiertagen, in Erscheinung. Die Evangelisch-Lutherische Kirche in Bayern ist wichtigster Förderer des Münchner Motettenchores.

## Rundfunk- und CD-Produktionen
Rundfunk- und CD-Produktionen sind fester Bestandteil der Chorarbeit. Zum Beispiel wurde 1999 in Co-Produktion mit dem Bayerischen Rundfunk ein Live-Mitschnitt der „Es-Dur-Messe“ von Franz Schubert und eines Konzertes bei den Richard-Strauss-Tagen in Garmisch-Partenkirchen mit selten zu hörenden Werken von Richard Strauss aufgenommen. Der Live-Mitschnitt eines Konzertes in der Berliner Philharmonie mit Werken der Romantik für Chor und großes Orchester erschien im Herbst 2004. Zu seinem 60. Jubiläum hat der MMC seine neue CD Barock in Blue herausgebracht. Zusammen mit den Jazzmusikern Maximilian Höcherl, Valentin Preißler, Maruan Sakas, Henning Sieverts und Flurin Mück verknüpft der Chor die geistliche Vokalmusik Johann Sebastian Bachs mit freien Momenten des Jazz.

## Tourneen
Im Mai 2002 führte der Chor seine größte Konzertreise um die Welt durch: von Europa auf den nord- und südamerikanischen Kontinent und weiter nach Ostasien. Dabei veranstaltete er unter anderem Konzerte in der Sala São Paulo in São Paulo (Brasilien), im Lincoln Center in New York City, im Palacio de Bellas Artes in Mexiko-Stadt und im Grand Theater in Shanghai.

## Belege
1. ↑  Barock in Blue. 60 Jahre Münchner Motettenchor und seine neue CD, auf br.de, abgerufen am 31. Juli 2021